# 台灣向前行
《台灣向前行》（英語：Taiwan! Go for it!）是台灣民視新聞台自行製播的政論談話性節目，採現場直播方式進行。該節目於2019年9月16日開播，其前身為《2點說新聞》，於每周一到周六下午1點50分到4點播出。2025年2月17日起，節目播出時段與徐國勇主持的《全國第一勇》對調，改為每周一至周五晚上9點45分到11點30分播出。

## 主持人

### 平日
- 張孟琦（2019年9月16日起迄今）

### 週末
- 蔡佩樺
- 陳妍伶
- 翁有繼

## 代班主持人
- 何文堯

## 曾任主持人
- 劉品薇

## 事件
顏寬恒公布「議顏堂」排行榜
顏寬恒邀請前立委柯志恩召開記者會，批評7個電視台政論節目一個多月來針對他造謠抹黑，還公布所謂的「台灣演義之議顏堂排行榜」。第一名是台灣最前線，第二名是辣新聞152，第三名是台灣向前行。
范雲於「3+11」爭議後首上政論節目
協調機組員檢疫期縮短為「3+11」的民進黨不分區立委范雲備受各界指責，范雲也一度神隱將近2周。不過，范雲26日現身政論節目台灣向前行大談疫苗問題，表示地方政府買疫苗應「回歸專業討論」，再度引發網友撻伐。
立委涉賄案還有第二波
民進黨籍立委蘇震清等立委8月4日因收賄案被台北地方法院裁定羈押，但資深媒體人王瑞德在政論節目台灣向前行表示，檢調辦案這只是第一波，最快在隔週展開第二波調查。
陳明通親上火線談反滲透法
「反滲透法」引發爭論，陳明通現身螢幕接受台灣向前行節目專訪時重申，「反滲透法」絕不會影響兩岸正常通商、宗教、演藝、教育，是讓交流回歸初心與正常化，北京之所以跳腳，是因為被打到痛處。
藝人焦糖首上政論節目
網紅「焦糖」陳嘉行首次跨界參加電視政論節目台灣向前行，想透過上政論節目，讓更多民眾認識他，接收到他想傳達的訊息。

## 其他

### 節目開場白
- 張孟琦：歡迎收看台灣向前行（國語），台灣向前行（臺語），我是孟琦。 (2019.09.16-2025.02.15)

歡迎收看台灣向前行（國語），台灣向前行（臺語），大家一起走（臺語)，我是孟琦。 (2025.02.17-至今)
- 翁有繼：台灣向前行（國語），台灣向前行（臺語），我是翁有繼。

## 外部連結
- 台灣向前行的Facebook專頁
- YouTube上的台灣向前行播放列表

| 臺灣 民視新聞台 每週一至週六 14:00 - 16:00  | 臺灣 民視新聞台 每週一至週六 14:00 - 16:00   | 臺灣 民視新聞台 每週一至週六 14:00 - 16:00 |
| ------------------------------------------- | -------------------------------------------- | ------------------------------------------ |
|                                             | 台灣向前行 （2019年9月16日－2019年10月18日） |                                            |
| 2點說新聞 （2019年4月23日－2019年9月13日）  | —                                            |                                            |
| 每週一至週日 14:00 - 16:00                  |                                              |                                            |
| —                                           | 台灣向前行 （2019年10月21日－2020年1月12日） | —                                          |
| 每週一至週六 14:00 - 16:00                  |                                              |                                            |
| —                                           | 台灣向前行 （2020年1月13日－2025年2月15日）  | 全國第一勇 （2025年2月17日-）              |
| 每週一至週五 21:55 - 23:30                  |                                              |                                            |
| 全國第一勇 （2022年12月26日-2025年2月14日） | 台灣向前行 （2025年2月17日－）               | —                                          |

| 臺灣 民視台灣台 每週一至週五 14:00 - 15:00 | 臺灣 民視台灣台 每週一至週五 14:00 - 15:00          | 臺灣 民視台灣台 每週一至週五 14:00 - 15:00             |
| ------------------------------------------ | --------------------------------------------------- | ------------------------------------------------------ |
|                                            | 台灣向前行 （2019年9月16日－2019年10月18日）        |                                                        |
| 2點說新聞 （2019年4月23日－2019年9月13日） | —                                                   |                                                        |
| 每週一至週五 20:00 - 22:00                 |                                                     |                                                        |
| 新聞大解讀 （2017年9月4日－2019年9月13日） | 台灣向前行（重播） （2019年9月16日－2020年1月31日） | —                                                      |
| 每週六·每週日 14:00 - 16:00                |                                                     |                                                        |
| —                                          | 台灣向前行 （2019年10月26日－2020年1月12日）        | —                                                      |
| 每週一至週六 14:00 - 16:00                 |                                                     |                                                        |
| 台灣學堂                                   | 台灣向前行 （2020年2月3日－2021年1月2日）           | Go Go Taiwan（14:00 - 15:00）台灣學堂（15:00 - 16:00） |